# Otello Trombetta
Otello Trombetta (Roma, 13 ottobre 1915 – Pescara, 1º febbraio 1999) è stato un calciatore italiano, di ruolo centrocampista o attaccante.

## Carriera
Ala, ha giocato in Serie A con la Roma, realizzando la rete del successo interno contro il Brescia (22 dicembre 1935), ed in Serie B con l'Aquila; successivamente ha giocato in Serie C con M.A.T.E.R. Roma (con cui nella stagione 1939-1940 ha anche segnato  gol in Coppa Italia) e Alba.

## Palmarès

### Club

#### Competizioni nazionali
- Serie C: 2

M.A.T.E.R.: 1938-1939, 1939-1940